# Marco Airosa
Marco Airosa, właśc. Marco Ibraim de Sousa Airosa (ur. 6 sierpnia 1984 w Luandzie) – piłkarz angolski grający na pozycji prawego obrońcy.

## Kariera klubowa
Airosa urodził się w Luandzie, ale piłkarską karierę rozpoczął już w Portugalii, do której wyemigrował jako nastolatek. Jego pierwszym klubem był Pescadores FC, występujący w piątej lidze kraju w regionie Setúbal. W 2004 roku przeniósł się do drugoligowej Alverki, gdzie występował przez rok. W 2005 roku trafił do FC Barreirense, z którym spadł z drugiej do trzeciej ligi. W 2006 roku został sprzedany do União Leiria, jednak na sezon 2006/2007 wypożyczono go do SC Olhanense. Od lata 2007 do 2008 występował w beniaminku Liga de Honra, CD Fátima. Następnie przeszedł do pierwszoligowego Nacionalu Funchal. W sezonie 2010/2011 był wypożyczony do CD Aves. Latem 2011 przeszedł do AEL Limassol.

## Kariera reprezentacyjna
W reprezentacji Angoli Airosa zadebiutował 1 marca 2006 roku w przegranym 0:1 towarzyskim meczu z Koreą Południową. W tym samym roku został powołany przez selekcjonera Gonçalvesa do kadry na Mistrzostwa Świata w Niemczech, jednak nie zagrał tam w żadnym spotkaniu. W 2008 roku znalazł się w drużynie na Puchar Narodów Afryki 2008, w 2012 roku na Puchar Narodów Afryki 2012, a w 2013 roku na Puchar Narodów Afryki 2013.